# 龍骨水車

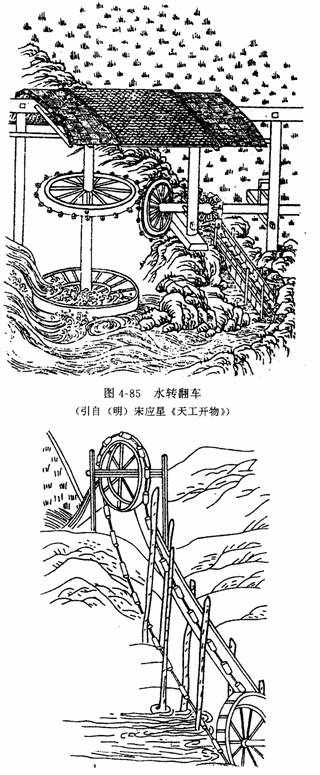
宋應星《天工開物》之龍骨水車

龍骨水車，又名龍骨車、翻水車、翻車、踏車，為中國古代引水工具，作為種植灌溉及排水之用。龍骨車在中世紀傳入日本，江戶時代京畿地方農民已普及使用。

## 历史
龙骨水车约始于东汉，相传为汉灵帝时毕岚发明。经三国时孔明改造完善后在蜀国推广使用，故水车亦有“孔明车”之称。三国时发明家马钧也曾予以改进，隋唐时已广泛用于农业灌溉，至今已有1700余年历史。
龙骨水车之名出自民间，南宋陆游在《春晚即景》中写道：“龙骨车鸣水入塘，雨来犹可望丰穰。”宋代農業擴張時期，龍骨水車技術獲得提升及更加普及，苏轼的《无锡道中赋水车》一词中道出了了龙骨水车的经典形象：“翻翻联联衔尾鸦，荦荦确确蜕骨蛇。分畴翠浪走云阵，刺水绿针插稻芽。洞庭五月欲飞沙，鼍鸣窟中如打衙。天工不见老翁泣，唤取阿香推雷车。”水车之所以做成龙骨状，是因中国民间自古以来就有对龙王的信仰。
二三十年前，中國大陸偏远地区的农村农用水泵尚未普及使用之时，农田灌溉还经常使用这种木制的汲水装置。

## 原理和结构
主要由木链、水、刮板等组成，节节木链似根根龙骨，因此古代民间称之为龙骨水车。龙骨水车适合平原地区使用，提水高度在1～2米左右，或从输水渠上直接向农田提水，是用于灌溉的辅助设施。用于井中取水的龙骨水车是立式的，水车的传动装置有平轮和立轮两种以转换动力方向。提水时，一般安放在河边，下端水槽和刮板直伸水下，利用链轮传动原理，以人力（或畜力）为动力，带动木链周而复始地翻转，装在木链上的刮板就能把河水提升到岸上，进行灌溉，这种设施极大地提升了古农们的灌溉效率。
最初的龙骨水车是用人力转动的，南宋初年，有发展为以畜力驱动的龙骨水车，唐朝还有以水力作为驱动的水车。
这种水车结构合理，可靠实用，故流传至今。直到近代，随着农用水泵的普遍使用，它才悄悄地退出历史舞台。龙骨水车作为灌溉器械现在已被电动水泵取代，而其链轮传动、翻板提升的工作原理现在一些机械上也有体现和应用，如海岸、港口用于疏浚河道的斗式挖泥机上回转挖泥的泥斗，就是从水车的提水翻板脱胎而来。